# کایمرین ۱
کایمرین ۱ (انگلیسی: Chimerin 1) که با نام آلفا-۱-کایمرین، اِن-کایمرین هم شناخته می‌شود، یک پروتئین است که در انسان توسط ژن «CHN1» کدگذاری می‌شود.
این مولکول، یک «پروتئین فعال‌کنندهٔ جی‌تی‌پی‌آز» است که بیشتر در مغز بیان می‌شود و احتمالاً در ترارسانی پیام نقش دارد.
این پروتئین نقش مهمی در مسیریابی آکسون‌های عصبی حرکت چشم دارند.
جهش بدمعنی در این ژن، موجب بروز «سندرم دوئین نوع ۲» می‌شود.